# 全国大学生環境活動コンテスト
全国大学生環境活動コンテスト（ぜんこくだいがくせいかんきょうかつどうコンテスト）は主に大学生を中心とした環境活動団体がその活動内容を発表するコンテスト。通称エココン。開催年を冠して「エココン2006」等と呼ばれることもある。  

## 概要
2003年12月に第1回エココンが開催。2013年現在、第10回までが開催されており、2013年も12月26日・27日開催を予定。会場は国立オリンピック記念青少年総合センター。主催は全国大学生環境活動コンテスト実行委員会。
2日間にわたって開催され、1日目のグループ選考と2日目の最終選考を通じてグランプリを決定する。参加団体数は約60団体、参加者を含めた2日間の見学者は約1,000人である。発表時間は1団体5分間、社会人や学生の選考委員らが質疑応答やグループディスカッション等を経て審査する。メイン企画である選考以外にも、エコット（分科会）という企業担当者などの外部講師を招いての環境に関する勉強会等の企画や、エコパ（エココンパーティー）という参加者同士で交流をする企画もある。
コンセプトは「学生の環境活動の活性化から、社会全体の環境活動の活性化へ」

## 歴史
- 2003年 第1回

環境問題に対する優れた取り組みを表彰することを目的として企画された。同時に、後のエココンに共通して掲げられることになる、学生の環境活動の活性化を当コンテストで行うというコンセプトの大枠が作られた。
コンテスト企画の他に、スキルアップ講座やパネルディスカッション、立食形式の交流会が企画された。
グランプリ受賞団体は、雑木林（ざつぼくりん）を楽しむ会（福井県）。
準グランプリは、自然まちづくりの会『身近な自然で環境教育』（神奈川県）、山梨大学 環境サークルE.C.O.「さらまわし」プロジェクトの2事例。
- 2004年第2回

学生スタッフが運営する、エコット（ecocon TALK の略）と呼ばれる分科会が初めて企画された。キャンパスエコロジーや環境ビジネスなど、12のキーワードによって参加者が集まり、ディスカッションやグループワーク等が行われた。第一回から引き続き催された立食パーティーはエコパ（ecocon PARTYの略）と名付けられ、毎年恒例の交流会となった。
グランプリ受賞団体は、日本大学　川名里山レンジャー隊。
準グランプリは、千葉大学　再転車（りてんしゃ）活用委員会。
- 2005年第3回

運営スタッフが、参加団体のサポートや選考中の議論の調整を行う、アシスタントコーディネーター制を導入。
グランプリ受賞団体は、滋賀県立大学環境マネジメント事務所。
準グランプリは、人間環境大学　ecoact。
- 2006年第4回

より学生の立場に立った運営を行うことを目指し、運営の主体が有志の学生スタッフに切り替わる。同時に、学生の視点で活動を評価することを目的とした、学生選考委員制度が導入された。
グランプリ受賞団体は、サステなフリーマガジンsus+eco。
準グランプリは、兵庫県立三木北高等学校 環境研究サークルECO-P。
- 2007年第5回

エココンの環境配慮指針に基づき、エココン当日の運営にグリーン電力が採用された。またweb上の取り組みとして、学生環境活動ポータルサイトである、『ココエコ』の運用がスタートした。（現在廃止）
グランプリ受賞団体は、東京大学6類エコプロジェクト 環境クイズ作成委員会。
準グランプリは、東京農業大学 FOREST。
- 2008年第6回

グランプリ受賞団体は、エコネクスなごや。
準グランプリは、オストリッチーズ、廃棄物バスターズの2団体の同時受賞となった。
- 2009年第7回

グランプリ受賞団体は、もみちゃんず☆。
準グランプリは、チームスマイル
- 2010年第8回

グランプリ受賞団体は、山梨エコユースフォーラム。
準グランプリは、チャリさがさいせい
- 2011年第9回

グランプリ受賞団体は、肥前自転車再生同盟。
準グランプリは、Forest Nova☆
- 2012年第10回

グランプリ受賞団体は、チャリさがさいせい。
準グランプリは、九州産業大学諫見研究室

## 特徴
- - 第4回（エココン2006）から企画・運営スタッフが有志の学生中心となる。
  - 開催場所は東京であるにもかかわらず、全国から大学生の環境活動団体が参加している。関西・中部地方だけでなく、北海道や沖縄からの参加団体も多い

## 運営

### 主催
- 全国大学生環境活動コンテスト実行委員会

### 共催
- エコ･リーグ（全国青年環境連盟）

### 後援
- 環境省
- 文部科学省
- 読売新聞東京本社
- 全国大学生活協同組合連合会